# Pseudanthias hypselosoma
Pseudanthias hypselosoma Bleeker, 1878 è un pesce d'acqua salata appartenente alla famiglia Serranidae.